# University of Nebraska
Die University of Nebraska ist eines von zwei staatlichen Universitätssystemen im US-Bundesstaat Nebraska. Das System besteht aus vier Universitäten und einem technischen College:
- University of Nebraska-Lincoln
- University of Nebraska Omaha
- University of Nebraska at Kearney
- University of Nebraska Medical Center (befindet sich in Omaha)
- Nebraska College of Technical Agriculture (befindet sich in Curtis)

## Geschichte
Die University of Nebraska wurde 1869 in Lincoln gegründet. Die ersten 99 Jahre war die Universität gleichbedeutend mit dem Campus in Lincoln. 1902 kam das Medical Center in Omaha dazu. In ihre heutige Form organisierte sich die Universität 1968, als sie die University of Omaha in den Verbund aufnahm. Das Kearney State College wurde 1991 als viertes Mitglied in den Verbund aufgenommen.